# Tessa Moult-Milewska
Tessa Moult-Milewska (ur. 1 lutego 1990 w Welwyn Garden City) – polsko-brytyjska reżyserka i scenarzystka filmów animowanych.
Urodziła się w Wielkiej Brytanii, a wychowała w Poznaniu. Przez rok przebywała w Indonezji, gdzie studiowała teatr cieni wayang kulit. Absolwentka Akademii Filmowej Mirosława Ondricka w Pisku w Czechach. Stypendystka Warszawskiej Szkoły Filmowej i Rządu Indonezyjskiego. Założycielka festiwalu Warsaw Animation Film Festival. Autorka nagradzanych animacji krótkometrażowych m.in. Konstruktora (2012) oraz Pająka i Much (2013). Zwyciężczyni szóstej edycji konkursu filmowego organizowanego w ramach projektu stypendialnego Telewizji Polskiej „Dolina kreatywna” w dziedzinie filmu. Od 2013 prowadzi własne Indemind Studio.

## Filmografia
- 2012 – Konstruktor
- 2013 – Pająk i Muchy
- 2015 – Kreatury
- 2016 – Etudepen (wideoklip dla Black Finit)
- 2017 – Siwa i Ora
- 2018 – Wiking Tappi (odcinki „Opowieść Gawędziarza”, „Talent Tappiego”)
- 2018 – Żubr Pompik (odcinek „Łoś Myśliciel”)
- 2019 – „Bukan Puisi” (wideoklip dla Black Finit)

## Nagrody
- 2008 – Wygrana w Konkursie A ja kręcę – stypendium w Warszawskiej Szkole Filmowej, za animację Czekając na Księcia Zbajki
- 2012 – Międzynarodowy Festiwal Filmowy „Dozwolone do 21” – Nagroda Specjalna Jury dla filmu Konstruktor
- 2012 – Nowa Sól (Solanin Film Festiwal) – Wyróżnienie w kategorii Kina Nowej Formy; za scenografię do filmu Konstruktor
- 2012 – Kędzierzyn-Koźle (Międzynarodowy Festiwal Filmów Niezależnych im. Ireneusza Radzia „Publicystyka”) – Wyróżnienie w kategorii filmów studenckich dla filmu Konstruktor
- 2014 – Stypendium Rządu Indonezyjskiego Darmasiswa.
- 2014 – Ogólnopolski Festiwal Polskiej Animacji O!PLA – II Nagroda „Srebrny Tobołek Koziołka Matołka” w kategorii „Off and Workshop” dla animacji Pająk i Muchy.
- 2014 – Nowa Sól (Solanin Film Festiwal) – Nagroda dla Najlepszego Filmu Animowanego dla animacji Pająk i Muchy
- 2014 – Dolina Kreatywna (konkurs TVP) – I Nagroda w kategorii: Film za filmy „Pająk i Muchy” oraz Konstruktor
- 2015 – Ogólnopolski Festiwal Filmów Amatorskich i Niezależnych „Offeliada” – Nagroda „Ikar” Klubu Fantastyki „Fantasmagoria” za najlepszy film o tematyce science fiction/fantasy – dla najlepszego filmu podejmującego tematykę fantasy lub science fiction dla animacji Kreatury
- 2016 – Sundance London – Sundance Channel Grand Jury Award dla animacji Kreatury
- 2016 – Pazmany Film Festival, Węgry – Premio Senior Award dla animacji Kreatury
- 2016 – Crossroads of Arts Film Festival in Moscow – Nagroda Jury za Najlepszy Film Animowany dla animacji Kreatury
- 2016 – Ogólnopolski Festiwal Sztuki Filmowej „Prowincjonalia” – Wyróżnienie za najlepszy film animowany dla animacji Kreatury